# Maison Stuart
La dynastie Stuart (à l'origine écrit Stewart) règne sur l'Écosse entre 1371 et 1714, et sur l'Angleterre, l'Irlande et le pays de Galles entre 1603 et 1714. Ils sont écartés du trône après le décès d'Anne de Grande-Bretagne et l'avènement de George de Hanovre en vertu de l'acte d'Établissement.

## Histoire

### Origines
Le fondateur de la maison Stuart est Walter, issu de la famille Fitzalan (ou Fils-Alain en français), arrière-petit-fils d'Alain Dapifer, sénéchal de Dol-de-Bretagne et noble breton qui combattit peut-être à la bataille d'Hastings en 1066.
Walter Fitzalan entre au service du roi David Ier d'Écosse (1124 – 1153). Il devient grand sénéchal royal (steward en anglais) en 1150 et reçoit de vastes domaines dans le Lothian et le Renfrewshire. À sa mort, en 1177, la charge de steward passe à son fils. Celle-ci devenue héréditaire au sein de la famille Fitzalan, cette dernière adopte le nom de « Stewart », transformé en « Stuart » par Marie Stuart.
Le premier Stuart à monter sur le trône d'Écosse est Robert II (neveu du précédent roi, David II Bruce), en 1371. Il fonde ainsi la dynastie royale des Stuart.

## Maison Stuart
Succession en ligne directe mâle.

### Famille Fitzalan
- Alain, sénéchal héréditaire de l'évêché de Dol
- Alain († 1097), sénéchal de Dol, mort à la première croisade
- Flaad († 1106), sénéchal de Dol
- Alain FitzFlaad († vers 1114), sénéchal de Dol

### Grands sénéchaux d'Écosse
- 1150-1177 : Walter Fitzalan
- 1177-1204 : Alan fitz Walter
- 1204-1246 : Walter Stuart ou Fitzalan, père d'Alexandre qui suit, et souche aussi de la branche cadette des Stuarts de Menteith
- 1246-1283 : Alexander Stewart, père de James qui suit, et souche aussi de nombreuses autres branches cadettes
- 1283-1309 : James Stewart
- 1309-1327 : Walter Stewart
- 1327-1371 : Robert Stewart, roi d'Écosse à partir de 1371 sous le nom de Robert II

### Rois et Reines d'Écosse
- 1371-1390 : Robert II
- 1390-1406 : Robert III
- 1406-1437 : Jacques Ier
- 1437-1460 : Jacques II
- 1460-1488 : Jacques III
- 1488-1513 : Jacques IV
- 1513-1542 : Jacques V
- 1542-1567 : Marie Ire

Armoiries des Stuart, rois d'Écosse, à partir de 1371.

- 1567-1625 : Jacques VI, également roi d'Angleterre et d'Irlande à partir de 1603 sous le nom de Jacques Ier

### Rois et Reines d'Angleterre, d'Écosse et d'Irlande
- 1603-1625 : Jacques VI et Ier
- 1625-1649 : Charles Ier
- 1660-1685 : Charles II

Armoiries de Jacques VI, en tant que roi d'Écosse, à partir de 1603.

- 1685-1688 : Jacques II, roi d’Écosse sous le nom de Jacques VII
- 1689-1694 : Marie II
- 1702-1707 : Anne

En 1707, les royaumes d'Angleterre et d'Écosse s'unissent au sein du royaume de Grande-Bretagne, dont Anne devient la première reine. Elle meurt sans descendance en 1714, et le trône passe à la maison de Hanovre.

## Prétendants au trône

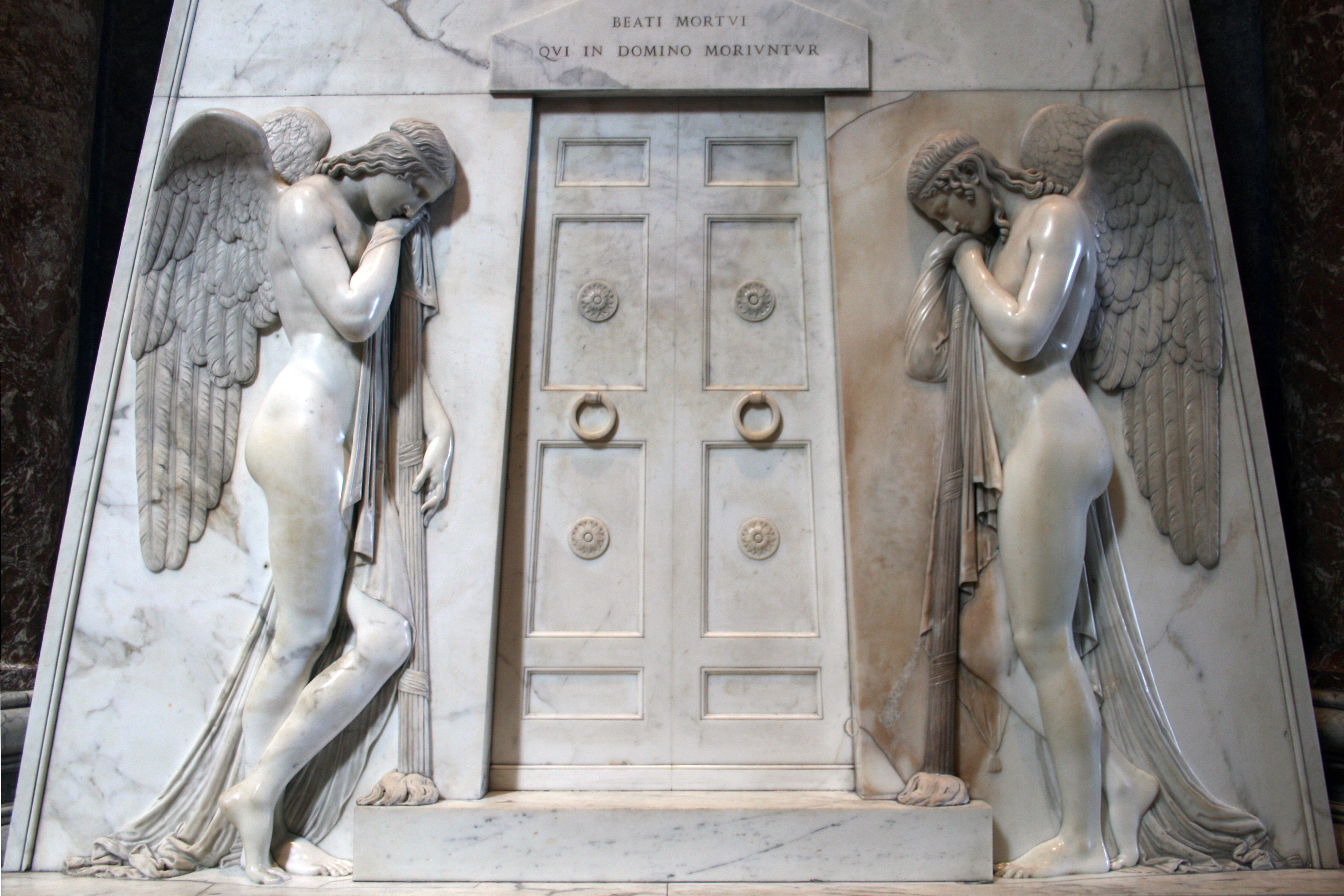
Monument funéraire des derniers Stuart, dans la basilique Saint-Pierre au Vatican.

- Jacques François Stuart (1688-1766), fils de Jacques II d'Angleterre (1633-1701), réclama le trône en tant que Jacques III d'Angleterre et Jacques VIII d'Écosse.
- Charles Édouard Stuart (1720-1788), fils aîné de Jacques François Stuart, réclama le trône en tant que Charles III d'Angleterre et d'Écosse.
- Henri Benoît Stuart (1725-1807), deuxième fils de Jacques François Stuart, réclama le trône en tant que Henri IX d'Angleterre et Henri Ier d'Écosse.

## Arbre généalogique
- Robert II (1316-1390)
  - Robert III (1337-1406)
    - David, duc de Rothesay (1378-1402)
    - Jacques Ier (1394-1437)
      - Alexandre, duc de Rothesay (1430-1430)
      - Jacques II (1430-1460)
        - Jacques III (1451-1488)
          - Jacques IV (1473-1513)
            - Arthur, duc de Rothesay (1509-1510)
            - Jacques V (1512-1542)
              - James, comte de Moray (1531/2-1570)
              - Robert, comte des Orcades (1533-1593)
              - Marie Ire (1542-1587)
                - Jacques VI / Ier (1566-1625)
                  - Charles Ier (1600-1649)
                    -  Charles II (1630-1685)
                    - Jacques VII / II (1633-1701)
                      -  Marie II (1662-1694)
                      - Anne  (1665-1714)
                      - Jacques François Stuart (1688-1766)
                        - Charles Édouard Stuart (1720-1788)
                        - Henri Benoît Stuart (1725-1807)

          - James, duc de Ross (1476-1504)
          - John, duc de Mar (1479-1503)

        - Alexandre, duc d'Albany (vers 1454-1485)
          - John, duc d'Albany (1481/4-1536)

  - Robert, duc d'Albany (vers 1340-1420)
  - Alexandre, comte de Buchan, « le Loup de Badenoch » (1343-1405)
  - David, comte de Strathearn (1357-1386/9)
  - Walter, comte d'Atholl (vers 1360-1437)